# Herzog von Osuna

Wappen der Téllez-Girón.

Herzog von Osuna ist ein Titel des spanischen Hochadels. Der Titel wurde am 5. Oktober 1562 von König Philipp II. an den 5. Conde de Ureña, Don Pedro Téllez-Girón aus dem Haus Téllez-Girón, den Grundherrn (señores) der andalusischen Stadt Osuna, verliehen.
Das Herzogshaus war im 19. Jahrhundert das wichtigste Spaniens, da es in der Person des Herzogs von Osuna die Titel Herzog von Arcos, Béjar, Benavente, Gandía, El Infantado und Medina de Rioseco vereinte.

## Herren von Osuna
1. Pedro Girón (um 1423–1466), 1. Señor de las villas de Osuna, Peñafiel etc., Sohn von Alfonso Téllez-Giron, Señor de Frechoso, und Maria Pacheo, Bruder von Juan Pacheco, 1. Duque de Escalona
2. Alonso Téllez-Girón (* um 1458), dessen Sohn, Señor de Ureña, Osuna y Peñafiel, 1464 Conde de Ureña
3. Juan Téllez-Giron (um 1456–1528), dessen Bruder, 2. Conde de Ureña, 3. Señor de Osuna etc.; ⚭ Leonor de la Vega Velasco († 1522), Tochter von Pedro Fernández de Velasco, 2. Conde de Haro, 1. Condestable de Castilla,
4. Pedro Girón y Velasco († 1531), deren Sohn, 3. Conde de Ureña, 4. Señor de la villa de Osuna etc.; ⚭ Mencia de Guzman, Tochter von Juan Alonso de Guzmán, 3. Duque de Medina Sidonia
5. Juan Téllez-Girón, el Santo (1494–1558), dessen Bruder, 4. Conde de Ureña, 5. Señor de la villa de Osuna etc.; ⚭ María de la Cueva y Toledo, Tochter von Francisco Fernández de la Cueva, 2. Duque de Alburquerque
6. Pedro Girón de la Cueva (um 1537–1590), 5. Conde de Ureña, 6. Señor de las villas de Osuna etc., 1562 1. Duque de Osuna; ⚭ I Leonor Ana de Guzmán, Tochter von Juan Alonso de Guzmán, 3. Duque de Medina Sidonia; ⚭ II Isabel de la Cueva y Castilla, Tochter von Diego de la Cueva

## Herzöge von Osuna

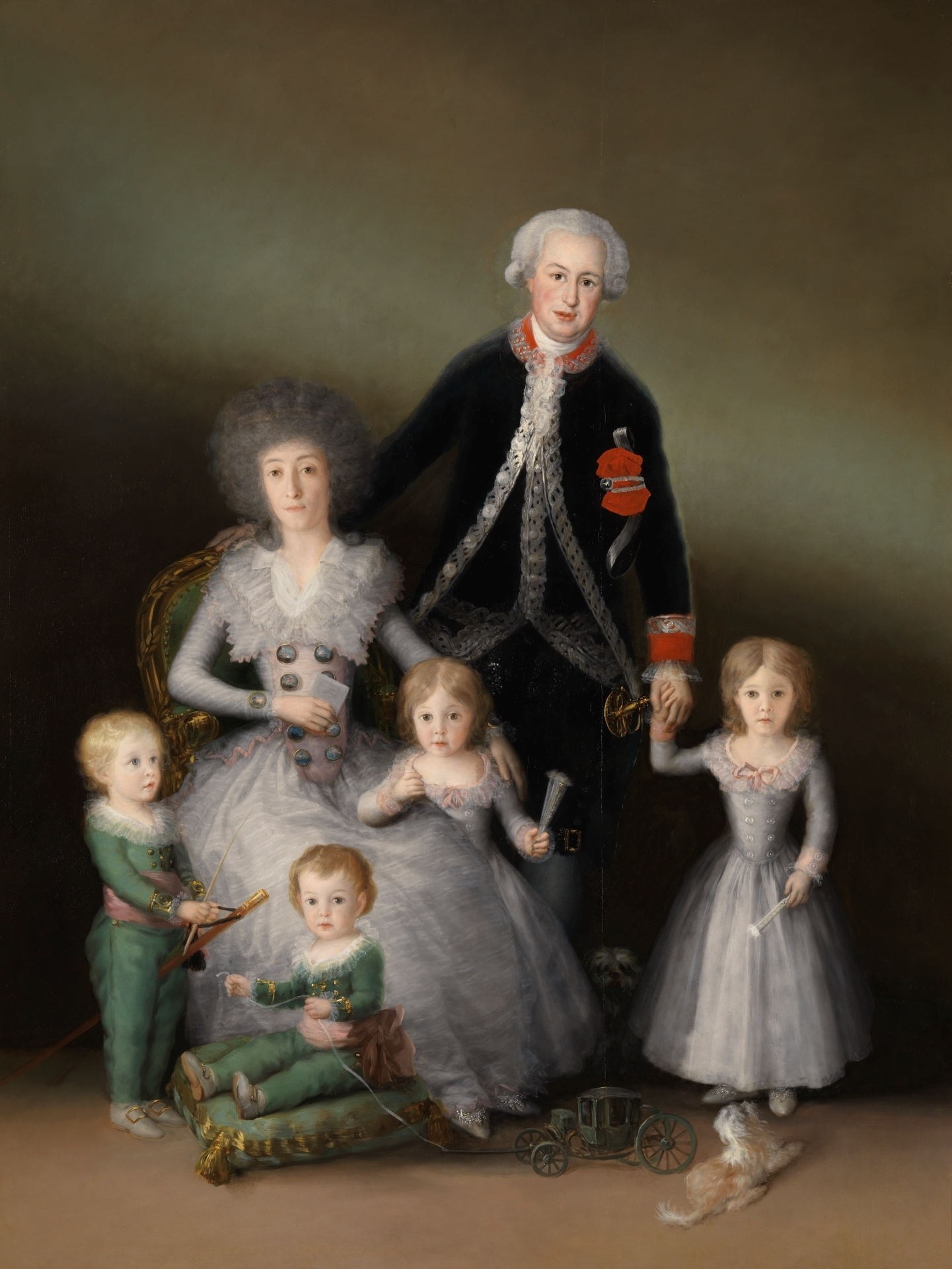
Der 9. Herzog von Osuna und seine Familie, Gemälde von Francisco de Goya.

1. Pedro Téllez-Girón (um 1537–1590), 1562 1. Duque de Osuna, Vizekönig von Neapel (1582–1586)
2. Juan Téllez-Girón de Guzmán (1559–1600), dessen Sohn aus erster Ehe, 1590 2. Duque de Osuna; ⚭ Ana María de Velasco, Tochter von Iñigo Fernández de Velasco, 4. Duque de Frías
3. (Manuel-)Pedro Girón de Velasco, el Grande (1574–1624), dessen Sohn, 1600 3. Duque de Osuna, Vizekönig von Sizilien (1611–1616), Vizekönig von Neapel (1616–1620); ⚭ Catalina Enríquez de Ribera y Cortés de Zúñiga, Tochter von Fernando Enríquez de Ribera, 2. Duque de Alcalá de los Gazules
4. Juan Téllez-Girón Enriquez de Ribera (1597–1656), dessen Sohn, 1625 4. Duque de Osuna; ⚭ Isabel de Sandoval y Padilla, Tochter von Cristóbal de Sandoval Rojas y de la Cerda, 1. Duque de Uceda
5. Gaspar Téllez-Girón y Sandoval (1625–1694), dessen Sohn, 1656 5. Duque de Osuna, 1670–1674 Gouverneur des Herzogtums Mailand; ⚭ I Feliche de Sandoval Rojas, 4. Duquesa de Uceda, Tochter von Francisco de Sandoval Rojas y Padilla, 2. Duque de Lerma, 2. Duque de Uceda, Duque de Cea; ⚭ II Ana Antonia de Benavides Carrillo y Toledo, 6. Marquesa de Frómesta, 4. Marquesa de Caracena, Tochter von Luis Francisco de Benavides Carrillo de Toledo, 5. Marqués de Frómesta, 3. Marqués de Caracena,
6. Francisco María de Paula Téllez-Girón y Benavides (1678–1716), dessen Sohn aus zweiter Ehe, 1694 6. Duque de Osuna; ⚭ Maria Remigia Fernández de Velasco y Tovar, 7. marquesa de Berlanga, Marquesa del Toral, Tochter von Iñigo Melchor de Velasco, 12. Condestable de Castilla, 7. Duque de Frías,
7. José María Téllez-Girón y Benavides Carrillo de Toledo (1685–1733), dessen Bruder, 1716 7. Duque de Osuna; ⚭ Francisca Bibiana Pérez de Guzmán y Mendoza, Tochter von Manuel Alonso Pérez de Guzmán el Bueno, 12. Duque de Medina Sidonia
8. Pedro Zoilo Téllez-Girón Pérez de Guzmán el Bueno (1728–1787) dessen Sohn, 1733 8. Duque de Osuna; ⚭ María Vicenta Pacheco Téllez-Girón, Tochter von Francisco Javier Juan Pacheco Téllez-Girón, 6. Duque de Uceda,
9. Pedro de Alcántara Téllez-Girón y Pacheco (1755–1807), dessen Sohn, 1787 9. Duque de Osuna; ⚭ Maria Josefa Alonso Pimentel Téllez-Girón Borja y Centelles, 15. Condesa y 12. Duquesa de Benavente, 13. Duquesa de Béjar y Plasencia, Duquesa de Mandas y Villanueva, 12. Duquesa de Arcos, 14. Duquesa de Gandía, Tochter von Francisco de Borja Alfonso Pimentel Vigil de Quiñones, 14. Conde y 11. Duque de Benavente.
10. Francisco de Borja Bruno Téllez-Girón y Alfonso Pimentel (1785–1820), dessen Sohn, 1807 10. Duque de Osuna, Conde-Duque de Benavente, Duque de Béjar, Gandía und Arcos; ⚭ María Francisca de Beaufort y Toledo, Comtesse de Beaufort-Spontin, Tochter von Frédéric-Auguste-Alexandre, Duc, Comte et Marquis de Beaufort-Spontin (Haus Huy)
11. Pedro de Alcántara Téllez-Girón y Beaufort (1810–1844) dessen Sohn, 1820 11. Duque de Osuna, 16. Conde y 13. Duque de Benavente, 14. Duque de Béjar y Plasencia, 15. Duque de Gandía, Duque de Mandas y Villanueva, 13. duque de Arcos, 14. Duque del Infantado, 11. Duque de Lerma, Estremera y Francavilla, 13. Duque de Medina de Río Seco,

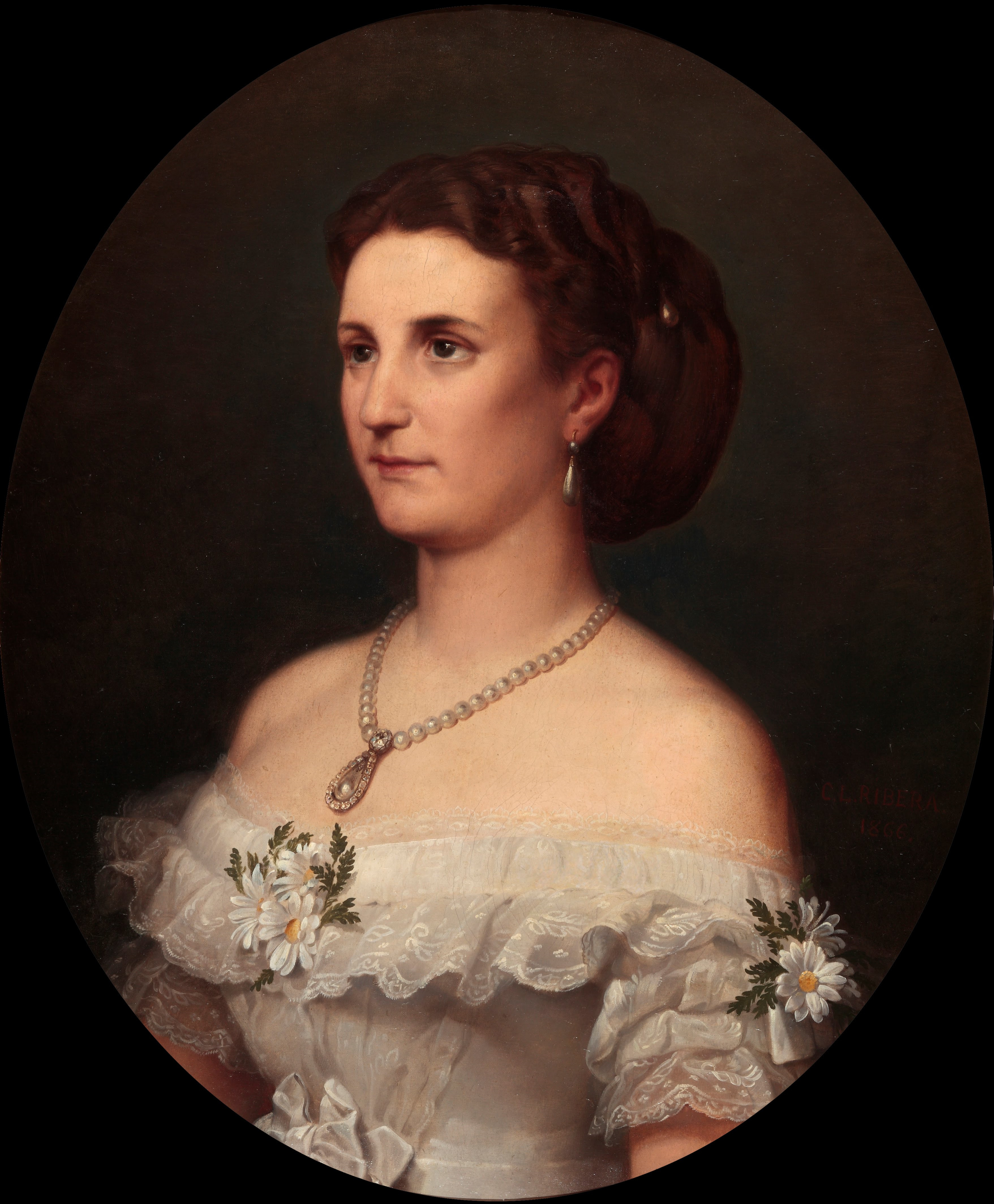
María Leonor Salm-Salm (Eleonore zu Salm-Salm, Herzogin von Osuna), 1866

1. Mariano Téllez-Girón y Beaufort (1814–1882), dessen Bruder, 1844 12. Duque de Osuna etc. ⚭ Eleonore zu Salm-Salm, Tochter von Franz Joseph Friedrich Philipp Prinz zu Salm-Salm.
2. Pedro de Alcántara Téllez-Girón y Fernández de Santillán (* 1812), 1851 13. Duque de Osuna, Conde-Duque de Benavente, Duque de Gandía, Duque de Pastrana; ⚭ Julia Fernanda de Dominé y Desmaisières, Tochter von Antonio José María de Dominé y Mena
3. Luis María Téllez-Girón y Fernández de Córdoba (1870–1909), Nachkomme des 9. Herzogs, 1901 14. Duque de Osuna, 12. Duque de Uceda.
4. Mariano Téllez-Girón y Fernández de Córdoba (* 1887), dessen Bruder, 1909 15. Duque de Osuna, ⚭ Petra Duque de Estrada y Moreno, Tochter von Juan Antonio de Estrada y Cabeza de Vaca, 8. Marqués de Villapanés etc.
5. Ángela María Téllez-Girón y Duque de Estrada (1925–2015), 1931 16. Duquesa de Osuna, 19. Duquesa de Escalona, 21. Duquesa de Medina del Río Seco, 17. Condesa-Duquesa de Benavente, 16. Duquesa de Arcos, 19. Duquesa de Gandía, 14. Duquesa de Uceda; ⚭ I Pedro de Solís-Beaumont y Lasso de la Vega; ⚭ II José María de Latorre y Montalvo, 6. Marqués de Montemuzo, vier Töchter, je zwei aus jeder Ehe:
  1. Angela María de Solís-Beaumont y Téllez-Girón (* 1950), 1973 17. Duquesa de Arcos
  2. María de Gracia de Solís-Beaumont y Téllez-Girón (* 1957), 1974 19. Duquesa de Plasencia
  3. María del Pilar Latorre y Téllez-Girón (* 1965), 15. Duquesa de Uceda,
  4. María de la Asunción Latorre y Téllez-Girón (* 1968), 22. Duquesa de Medina de Río Seco